# Домой на праздники
«Домой на праздники» (англ. Home For The Holidays) — американская комедийная драма 1995 года, снятая Джоди Фостер по сценарию У. Д. Рихтера, написанному по мотивам рассказа Криса Раданта. Главные роли в фильме исполнили Холли Хантер, Роберт Дауни-младший, Энн Бэнкрофт, Чарльз Дернинг, Дилан МакДермотт, Джеральдин Чаплин, Клэр Дэйнс, Синтия Стивенсон и Стив Гуттенберг.
Картина была выпущена 3 ноября 1995 года компаниями Paramount Pictures в Северной Америке и PolyGram Filmed Entertainment по всему миру.

## Сюжет
Главная героиня Клаудия — мать-одиночка, работает реставратором в музее в Чикаго. В самом начале фильма она теряет работу и летит к родителям встречать День Благодарения. Перед полётом её 16-летняя дочь Китт сообщает ей, что собирается провести День Благодарения дома вместе со своим парнем, а заодно и лишиться девственности. Сильной радости Клаудия от предстоящего визита не испытывает, так как кроме родителей её там ждут консервативная сестра Джоан, её скучный муж Уолтер, двое их назойливых детишек, эксцентричная тётя Глэди и, наконец, брат-гей по имени Томми. Последний придёт не один, а со своим привлекательным другом Лео Фишем, которого Клаудия ошибочно сочтёт за очередного партнёра своего брата.

## Актёрский состав
- Холли Хантер — Клаудия Ларсон
- Роберт Дауни-младший — Томми Ларсон
- Энн Бэнкрофт — Адель Ларсон
- Чарльз Дёрнинг — Генри Ларсон
- Дилан Макдермотт — Лео Фиш
- Клэр Дэйнс — Китт Ларсон
- Джеральдин Чаплин — Тётя Глэди
- Стив Гуттенберг — Уолтер Уэдмэн
- Синтия Стивенсон — Джоан Ларсон Уэдмэн
- Дэвид Стрэтэйрн — Расселл Терзяк

## Восприятие

### Критика
На сайте Rotten Tomatoes фильм имеет рейтинг 63% на основании 49 рецензий критиков, со средней оценкой  6 из 10.
На сайте Metacritic картина набрала 56 баллов из 100, на основе 15 обзоров.
В своём обзоре «три с половиной звезды» Роджер Эберт высоко оценил способность Фостер руководить «фильмом, с глазом нацеленным на показательный и естественный момент» и игру Дауни, «которая демонстрирует все сложности персонажа, который использовал свою сообразительность для удерживания мира на расстоянии вытянутой руки».

### Касса
«Домой на праздники» был выпущен 3 ноября 1995 года в 1000 кинотеатрах и принёс 4 000 000 долларов США в первые выходные. В Северной Америке он заработал 17 500 000 долларов.

## Производство
Сценарист У. Д. Рихтер адаптировал рассказ Криса Раданта, который был опубликован в Boston Phoenix. Исполнительный продюсер Стюарт Клейнман послал Джоди Фостер сценарий с запиской, в которой говорилось: «Это полный беспорядок, и мне это нравится». Фостер согласилась и решила, что это будет её вторая режиссёрская работа, (первой была «Маленький человек Тейт»). Изначально Castle Rock Entertainment собирались финансировать фильм, но передумали. Позже, компания Foster's, Egg Productions приобрела сценарий Рихтера. Они заключили сделку с Paramount Pictures о распространении фильма и с PolyGram Filmed Entertainment о прокате фильма по всему миру. Ныне права на фильм принадлежат Metro-Goldwyn-Mayer.
Основные съёмки начались в феврале 1995 года. Съёмки ужина на день благодарения заняли более десяти дней с использованием 64 индеек, 20 фунтов картофельного пюре, 35 фунтов фарша, 44 пирогов, 30 фунтов сладкого картофеля, 18 пакетиков мини-зефира и 50 галлонов сока.  Фостер позволила Роберту Дауни-младшему импровизировать, что привело его в восторг от съёмок.

## Саундтрек
1. Rusted Root — «Evil Ways» 4:03
2. Марк Айшем — «Holiday Blues» 4:46
3. Нэт Кинг Коул — «Candy» 3:51
4. Том Джонс — «It's Not Unusual» 2:01
5. Марк Айшем — «Blue Nights» 9:25
6. Марк Айшем — «Birth of the Cool Whip» 2:53
7. Дина Вашингтон — «Trouble in Mind» 2:50
8. Марк Айшем — «Late Night Blues» 4:59
9. Марк Айшем — «Medley of the Very Thought of You/With Us Alone» 2:42
10. Нобл Рей  — «The Very Thought of You» 4:25
11. Нэт Кинг Коул — «The Very Thought of You» 3:47
12. Дженис Джоплин — «Piece of My Heart» 4:14